# Gran Fondo-La Seicento
Die Gran Fondo-La Seicento war ein italienisches Straßenradrennen, das zwischen 1894 und 1979 als Distanzrennen in der Regel mit Start und Ziel in Mailand veranstaltet wurde.

## Geschichte
Das Rennen hatte 1894 seine Premiere und wurde wegen finanzieller Probleme dann erst 1902 wieder ausgetragen. 1902, 1903, 1904, 1905 lief das Rennen unter dem Namen Corza Nazionale - La Seicento. 1906, 1907, 1908 hieß es Corza Nazionale. Insgesamt gab es dreizehn Auflagen des Rennens. Nach dem Zweiten Weltkrieg fand es nur noch 1979 statt. Abweichungen vom Standardkurs gab es 1902 (Mailand–Turin), 1919 (Turin–Turin). Bei sechs der neun Rennen betrug die Distanz mehr als 600 Kilometer, die als Eintagesrennen absolviert wurden, drei Rennen waren länger als 500 Kilometer.

## Sieger
- 1894  Eugenio Sauli
- 1895–1901 nicht ausgetragen
- 1902  Enrico Brusoni
- 1903  Giovanni Rossignoli
- 1904  Enrico Brusoni
- 1905  Giovanni Gerbi
- 1906  Carlo Galetti
- 1907  Giovanni Gerbi
- 1908  Giovanni Gerbi
- 1909–1911 nicht ausgetragen
- 1912  Luigi Ganna
- 1913  Costante Girardengo
- 1914–1918 nicht ausgetragen
- 1919  Alfredo Sivocci
- 1920–1940 nicht ausgetragen
- 1941  Aldo Bini
- 1942–1978 nicht ausgetragen
- 1979  Sergio Santimaria